# 清郷流号
清郷 流号（きよさと りゅうごう、1948年9月28日 - ）は、日本の俳優、演出家。埼玉県出身。エ・ネスト所属。旧芸名は清郷 秀人。
身長172cm。体重75kg。専修大学経営学部中退。かつては文学座に所属していた。

## 出演

### 映画
- 多羅尾伴内（1978年）
- 天平の甍（1980年）
- サッちゃんの四角い空（1980年）
- ガメラ3 邪神覚醒（1999年） - 航空総隊・防衛部長
- タマテバコ ※短編映画
- 信虎（2021年）- 日向玄東斎

### テレビドラマ
- 女のいくさ（1977年）
- ポーラテレビ小説
  - 「夫婦ようそろ」（1978年）
- 火曜ミステリー劇場 西村京太郎スペシャル（1986年）
- 月曜ゴールデン
  - 「十津川警部シリーズ 7 豪華特急トワイライト殺人事件」（1995年1月2日）
  - 税務調査官・窓際太郎の事件簿32（2017年5月8日） - 卯月運輸社長
- 大合併 巨大銀行誕生を支えた男たち（1996年）
- 水戸黄門
  - 第25部 第9話「瞼の父は銭の虫・吉野」（1997年）- 常吉
  - 第27部 第19話「二人の御隠居・村上」（1999年）- 治助
  - 第28部 第20話「浪花娘のうな丼勝負・大坂」（2000年）- 蔵元
  - 第29部 第13話「少年よ大志を抱け!・大聖寺」（2001年）- 又平
  - 第33部 第4話「父のこころ 娘知らず・津」（2004年） - 清造
  - 第35部 第14話「仇が教えた命の重さ・鹿児島」（2006年） - 篠田屋六右衛門
  - 第37部 第16話「美人妻と武士の一分・遠野」（2007年） - 南部利戡
  - 第43部 第19話「難問ぞろいの算術対決・前橋」（2011年） - 吉田貞義
- 火曜サスペンス劇場
  - 「警部補 佃次郎 10 つぐない」（2000年5月30日）- 練馬西警察署 係長 飯沼孝弘
- 大江戸を駈ける!（2001年）- 工藤帯刀
- 月曜ミステリー劇場
  - 「湯の町コンサルタント1」（2002年） - 岡田正治 役
- 武蔵 MUSASHI（2003年）
- 相棒
  - 相棒 Season 3第11話（第10話） 「ありふれた殺人〜時効成立後に真犯人自首!?」（2005年1月19日）- 警視庁捜査一課強行犯2係 刑事 港功
  - 相棒 Season 8第12話「SPY」（2010年1月20日）- 警察庁刑事局長・宮崎真也
- 水曜ミステリー9
  - 「猪熊夫婦の駐在日誌 3」（2006年）
  - 「信濃のコロンボ事件ファイル 18」（2009年） - 山口宗男
- 特命!刑事どん亀（2006年）
- 恍惚の人（2006年） - 藤枝弁護士
- その男、副署長 season2（2008年） - 森田和彦
- 負けて、勝つ 〜戦後を創った男・吉田茂〜（2012年）
- はぐれ刑事純情派
- 土曜プライム
  - 「ゴールドウーマン」（2016年） - 帝都銀行会長・前頭取 佐野周一郎
- 仮面ライダーゼロワン（2020年） - 司会者

### 舞台
- 飢餓海峡（1970年）※デビュー作[3]
- お目出たい人（1995年）
- 夫婦善哉（1996年）
- 野望と夏草（1998年）
- 新宿〜路地裏の空海〜（2001年）
- 西遊記（2001年）
- オペラ座の怪人二十面相（2004年）
- 一天地六〜幕末新宿遊侠伝〜（2004年）
- 晴れ姿、兄弟槍（2005年）
- のど自慢（2005年）
- 川中美幸 正月特別公演（2007年）
- 五木ひろし特別公演 朝の雪（2007年）
- しとやかな獣（2007年）
- 星屑の街〜新宿歌舞伎町篇〜（2008年）
- 越路吹雪物語（2008年）
- 剣客商売〜春の嵐〜（2008年）
- 座頭市（2009年）
- 旗本退屈男（2009年）
- 中村美津子 特別公演（2009年）
- サイコの祈り（2009年）
- 絹の手ざわり〜緑〜（2012年）
- 娑婆に脱帽（2013年）
- 江戸みやげ 名代夫婦餅ものがたり（2013年）
- 戦国の夢追い人 熱き心で突っ走れ!（2013年）
- 友情（2013年）
- 熱き心で突っ走れ!（2014年）
- 橘家桜子一座〜したまちの唄〜（2014年）
- 無法松の一生（2015年）
- 雨に唄えば
- お市三姉妹
- GS近松商店
- 刀化粧
- 北大路欣也 特別公演
- ザ・ナイスガイ
- 忠臣蔵
- 長崎ぶらぶら節
- 松平健 遠山の金さん
- 水森かおり 恋どろぼう
- 藪の中

### Vシネマ
- ハッピーピープル 幸せウォーズ編（1996年）
- 消しゴム屋（2007年）
- ゴト師株式会社
- レディース

### ラジオ
- FMシアター・青春アドベンチャー
  - 予言村の転校生（2015年）

## 演出
- 妻からのラブレター（2001年）
- 女の笑劇 男の衝劇（2003年）
- うす灯り（2008年）
- 旅の灯り（2009年）